# Un dangereux rendez-vous
Un dangereux rendez-vous (titre original : Assignment : Munich) est un téléfilm américain de David Lowell Rich diffusé en 1972. C'est le pilote de la série L'Homme de Vienne.

## Synopsis
Jake Webster, gérant du bar Jake's Bar, est en réalité un agent secret faisant de temps à autre des missions pour le gouvernement américain. Un jour, son supérieur, le major Caldwell, le charge de retrouver un trésor à Munich...

## Fiche technique
- Titre original : Assignment : Munich
- Réalisation : David Lowell Rich
- Scénario : Jerrold L. Ludwig (sous le nom de Jerry Ludwig) et Eric Bercovici
- Directeur de la photographie : Michael Marszalek
- Montage : William B. Gulick
- Musique : George Romanis
- Production : Jerrold L. Ludwig (sous le nom de Jerry Ludwig)
- Genre : Thriller
- Pays de production :  États-Unis
- Durée : 100 minutes (1 h 40)
- Date de diffusion :
  - États-Unis : 30 avril 1972
  - France : 1987 (sorti directement en VHS)

## Distribution
- Richard Basehart (VF : Roland Ménard) : le major Barney Caldwell
- Roy Scheider (VF : Serge Lhorca) : Jake Webster
- Lesley Ann Warren (sous le nom de Lesley Warren) (VF : Sylviane Margollé) : Cathy Lange
- Werner Klemperer (VF : Jean-Louis Maury) : l'inspecteur Hoffman
- Robert Reed (VF : Jean Roche) : Doug "Mitch" Mitchell
- Pernell Roberts (VF : William Sabatier) : C.C. Bryan
- Keenan Wynn (VF : Claude Joseph) : George
- Mike Kellin (VF : Serge Sauvion) : Gus
- Karl-Otto Alberty : Fritz
- Maria Lucca : Hilda
- Gerry Crampton : Harry Lange